# Sophia de Mello Breyner Andresen (1969)
Sophia de Mello Breyner Andresen ist ein schwarzweißer Dokumentarfilm des portugiesischen Regisseurs João César Monteiro aus dem Jahr 1969.
Es war seine erste Regiearbeit. Der Film porträtiert die portugiesische Schriftstellerin Sophia de Mello Breyner Andresen (1919–2004).

## Handlung
Eingangs widmet der Regisseur den Film dem kürzlich verstorbenen dänischen Regisseur Carl Theodor Dreyer (1889–1968), spricht, als gesprochenen Vorspann, die Namen der am Film beteiligten Personen über das Bild der schreibenden Sophia de Mello Breyner Andresen, und zeigt dann Verse von Jorge de Sena.
In ruhigen Bildern begleitet der Film nun die Schriftstellerin beim Familienurlaub an der Algarve und beim Schreiben, im Familienleben und im Gespräch. Der Zuschauer sieht und hört sie, wenn sie aus ihren Werken vorliest, Gedichte rezitiert und über ihre Gedanken zu Kunst oder Leben und Tod spricht.
Ihre fünf Kinder spielen im Haus, während die Mutter spricht. Sie sehen sich Familienfotos an und erzählen auch selbst von ihren Erfahrungen mit und Ansichten von der Mutter.

## Produktion und Rezeption
Der Regisseur drehte den Film 1968. Als Filmmusik unterstreichen hier mehrere Suiten für Violoncello von Johann Sebastian Bach die ruhigen Bilder des Films.
Nach einer ersten Vorpremiere am 25. April 1969 im Teatro São Luiz feierte der Film seine Kinopremiere erst am 31. Januar 1972 im Lissabonner Kino Apolo 70.
Die Filmkritik, insbesondere die spätere, lobte die ruhige Kamera, die klaren Einstellungen und den Gebrauch der Stimme der Porträtierten, die hier über weite Strecken des Films das bestimmende Merkmal ist und im Zusammenspiel mit den ungezwungenen Bildern ein unverstelltes und persönliches Porträt der Autorin zeichnet.
Der Film erschien 2003 bei Lusomundo auf der DVD Os Quatro Primeiros Filmes, eine Zusammenstellung der ersten vier Filme Monteiros, einzeln und als Teil einer Monteiro-Werkschau, die als DVD-Box in Zusammenarbeit mit der Cinemateca Portuguesa veröffentlicht wurde.